# ジャン＝フランソワ・アントニオーリ
ジャン＝フランソワ・アントニオーリ（Jean-François Antonioli、1959年2月25日 - ）は、スイス出身のピアニスト、指揮者。
ローザンヌの生まれ。地元の音楽院でファウスト・ザドラにピアノを学び、パリ音楽院でピエール・サンカンの薫陶を受けた。その他、ウィーンでブルーノ・ザイドルホーファー、ローマでカルロ・ゼッキの各氏にも指導を受けた。
1985年にクラーヴェス・レーベルに録音したフランク・マルタンのピアノ協奏曲集の録音でACCディスク大賞を受賞し、1991年にアメリカを含むヨーロッパ各国への演奏旅行を成功させてピアニストとしての名声を確立した。1988年から指揮者としての活動も始め、1993年から2002年までルーマニアのティミショアラ・フィルハーモニー管弦楽団の首席客演指揮者を務めた。
1986年より母校であるローザンヌ音楽院のピアノ科教授。